# Блестящая африканская ласточка
Блестящая африканская ласточка (лат. Psalidoprocne nitens) — вид птиц семейства ласточковых. Выделяют два подвида. Распространены в Африке.

## Описание
Блестящая африканская ласточка достигает длины 11 см и массы 10 г. Половой диморфизм не выражен. Оперение в основном тёмно-коричневое с зелёным блеском; крылья и хвост черновато-коричневые; подбородок и горло серо-коричневые; испод крыльев черновато-коричневый с легким блеском. Отличается от других представителей рода квадратным окончанием хвоста, а не раздвоенным. У подвида P. centralis горло черновато-коричневое с зелёным отливом. Окраска оперения у молоди тускло-коричневая.

## Биология
Блестящая африканская ласточка населяет районы с низменными первичными и вторичными лесами. Питается над лесными полянами или пологом леса; а также вокруг деревень и возделываемых земель. Полет слабый и трепещущий.
Ведет оседлый образ жизни, но некоторые перемещения после размножения происходят, например, в Либерии и Кот-д’Ивуаре.
Кормится парами или небольшими стаями до 40 особей, иногда вместе с P. obscura и Hirundo leucosoma; как высоко над лесом, так и низко над землей. В состав рациона входят жуки (Coleoptera), мухи (Diptera), летающие муравьи (Hymenoptera), термиты (Isoptera).
Сезон размножения совпадает с началом сезона дождей и приходится в Либерии на октябрь—май, на январь-июль в Камеруне, июль-март в Габоне, август в Анголе и февраль, май и июль—октябрь в Демократической Республике Конго. Гнезда располагаются поодиночке. Оба родителя роют нору длиной 0,3—2 м в вертикальном склоне (включая шахтные стволы и дорожные выемки), с конечной гнездовой камерой, выстланной лишайниками и мхом. В кладке два яйца. Продолжительность инкубационного периода и оперения птенцов не описаны.

## Подвиды и распространение
Выделяют два подвида:
- Psalidoprocne nitens nitens (Cassin, 1857) — Гвинея, Сьерра-Леоне, Кот-д'Ивуар, Гана, Того, Нигерия, Либерия, Габон, Конго и Ангола
- Psalidoprocne nitens centralis Neumann, 1904 — северо-восток Демократической Республики Конго